# ئی‌آرجی
ئی‌آرجی (انگلیسی: Edoardo Raffinerie Garrone) شرکت انرژی تجدیدپذیر ایتالیایی است، که در سال ۱۹۳۸ تأسیس شد.